# بازاریابی چند فرهنگی
بازاریابی چندفرهنگی (به انگلیسی: Multicultural marketing) که به عنوان بازاریابی قومی نیز شناخته می‌شود، یک رویکرد استراتژیک در بازاریابی است که هدف آن مخاطبان قومی خاص متمایز از فرهنگ اکثریت در یک کشور است که اغلب به عنوان «بازار عمومی» شناخته می‌شود. این عمل از ویژگی‌های فرهنگی منحصربه‌فرد گروه‌های قومی - از جمله زبان، سنت‌ها، جشن‌ها و آداب مذهبی- برای برقراری ارتباط مؤثر و متقاعد کردن این مخاطبان استفاده می‌کند. در جوامع چند فرهنگی مانند ایالات متحده، بازاریابان از تنوع فرهنگی و قومی برای توسعه بخش‌های مصرف‌کننده هدفمند استفاده می‌کنند. این مستلزم تطبیق ابتکارات بازاریابی مستقیماً با بینش‌های فرهنگی و ترجیحات گروه‌های مختلف مصرف‌کننده است.
استراتژی‌های بازاریابی چندفرهنگی، ادراکات، انگیزه‌ها و باورهای متنوع را در میان مصرف‌کنندگان با پیشینه‌های فرهنگی مختلف تأیید می‌کنند و به آنها پاسخ می‌دهند. با ادغام هنجارهای فرهنگی از قومیت‌های مختلف، کسب و کارها دید محصولات یا خدمات خود را افزایش می‌دهند و قدردانی واقعی از تنوع فرهنگی را نشان می‌دهند (De-Mooij، ۲۰۱۵). موفقیت در بازاریابی چندفرهنگی مستلزم درک عمیق و احترام به این تفاوت‌های فرهنگی است که به کسب‌وکارها امکان می‌دهد تا به‌طور مؤثر با بازارهای مختلف در سطح جهانی درگیر شوند (Wilkinson & Cheng, 1999).
در مقابل، بازاریابی بین‌المللی بر تجزیه و تحلیل داده‌های سطح ملی برای درک پویایی بازار در کشورهای مختلف تمرکز دارد. بازاریابان بین‌المللی عواملی مانند درآمد سرانه ناخالص ملی، سطح تحصیلات، دسترسی به رسانه‌ها، زیرساخت‌های خرده فروشی و ترجیحات محصول را در مقیاس ملی ارزیابی می‌کنند (De-Mooij، ۲۰۱۵). این رویکرد ارزش‌های فرهنگی را در سطح ملی برای تشخیص تغییرات رفتار مصرف‌کننده، که اغلب تحت‌تاثیر عوامل فرهنگی به‌جای ملاحظات صرفاً اقتصادی قرار می‌دهد، ترکیب می‌کند.
ارزش‌های فرهنگی در بازاریابی بین‌المللی معمولاً از طریق منابع داده اولیه و ثانویه ارزیابی می‌شوند. داده‌های اولیه شامل ارزیابی‌های مستقیم از طریق نظرسنجی یا آزمایش است، در حالی که داده‌های ثانویه شامل نمرات در ابعاد فرهنگی ملی است. مطالعات در سطح فردی این درک را با جمع‌آوری و تجزیه و تحلیل داده‌ها در سطح فردی، که سپس برای اندازه‌گیری گرایش‌های فرهنگی ملی و تأثیر آن‌ها بر رفتار مصرف‌کننده جمع‌آوری می‌شوند، اصلاح می‌کنند (Demangeot و همکاران، ۲۰۱۵).
استراتژی‌های بازاریابی چندفرهنگی که به‌عنوان «بازاریابی قومی» یا «بازاریابی بین فرهنگی» نیز شناخته می‌شوند، از تکنیک‌های متمایز برای تعامل با بازارهای قومی استفاده می‌کنند. اصطلاح «بازار قومی» به فرهنگ‌های متمایز از فرهنگ غالب در بافت محلی یک شرکت اشاره دارد. بازاریابی چندفرهنگی مؤثر شامل شناخت و پذیرش سنت‌ها، باورها، ارزش‌ها، هنجارها، زبان و شیوه‌های مذهبی گروه‌های قومی هدف است. این سفارشی‌سازی به بازاریابان اجازه می‌دهد تا استراتژی‌های خود را برای برآورده کردن نیازها و ترجیحات بخش‌های فرهنگی متنوع تنظیم کنند

## تاریخچه
دو نوع نیاز در بازار داخلی چندفرهنگی باید در نظر گرفته شود. اول، نیازهای افراد با پیشینه‌های فرهنگی متفاوت و دوم، نیازهای ناشی از این ارزش‌ها، ادراکات و ترجیحات گروه‌های فرهنگی در نقشی که محصولات و خدمات در زندگی آنها ایفا می‌کند (Demangeot et al. , 2015).
بازارهای چندفرهنگی با توجه به اهمیت اقتصادی فزاینده و تفاوت نظری آنها با انواع دیگر بازارها، یک لنز کانونی مهم برای بازاریابی بین‌المللی و تحقیقات مصرف‌کننده میان فرهنگی است. تغییرات در زیرساخت‌ها، فناوری، توسعه اقتصادی و تحرک مصرف‌کننده، تعاملات فرهنگی را افزایش داده و در نتیجه تقاضای بازار چندفرهنگی را افزایش داده است. به‌طور سنتی تحقیقات بازاریابی بر اساس مقادیر استاتیک بود. بازاریابی در حال حاضر به عنوان پویاتر دیده می‌شود (Demangeot و همکاران، ۲۰۱۵). بازاریابی چند فرهنگی در حال تبدیل شدن به نقطه کانونی تحقیقات بازاریابی است (De-Mooij، ۲۰۱۵).

## استراتژی بازاریابی چندفرهنگی
استراتژی بازاریابی حول هدف افزایش فروش و دستیابی به مزیت رقابتی متمرکز است، استراتژی‌های بازاریابی می‌توانند کوتاه مدت و بلند مدت باشند (کاتلر، برتون، دینز، براون و آرمسترانگ، ۲۰۱۳). استراتژی‌های بازاریابی چندفرهنگی بر تطبیق پیشنهادهای ارزشی کسب‌وکار با گروه‌های فرهنگی خاص برای ایجاد بازار هدف چندفرهنگی تمرکز دارند (Demangeot و همکاران، ۲۰۱۵). آمیخته بازاریابی و 4Ps (محصول، قیمت، تبلیغ و مکان (کانال‌ها) در ایجاد استراتژی بازاریابی نقش دارند (کاتلر و همکاران، ۲۰۱۳).
آمیخته بازاریابی به شما این امکان را می‌دهد که بر روی اهداف تمرکز کنید و کانال‌هایی را برای برقراری ارتباط با بازار هدف محصول یا خدمات ایجاد کنید. برای موفقیت یک استراتژی چندفرهنگی، عوامل متعددی باید مورد توجه قرار گیرد، از جمله ایجاد یک پیام برند که برای افراد مختلف از فرهنگ‌ها و قومیت‌های مختلف جذاب باشد با استفاده از کانال‌های تبلیغاتی موجود که نقاط تماسی برای بازار هدف هستند (از جمله تلویزیون، رسانه‌های اجتماعی، رادیو، و وب سایت‌ها) (بورل، ۲۰۱۵). برای ایجاد یک استراتژی بازاریابی چندفرهنگی خوب، همکاری با افراد و آژانس‌هایی که سبک زندگی مصرف‌کننده هدف را درک می‌کنند نیز مهم است. تفکر چندفرهنگی باید در استراتژی کلی برند برای احترام به فرهنگ‌ها و ایجاد اعتماد متقابل گنجانده شود (بورل، ۲۰۱۵). در سال ۲۰۱۹، کریستین میشل کارتر، نویسنده کارآفرین، گروه ارتباطات Burrell را به عنوان یکی از بزرگ‌ترین شرکت‌های بازاریابی چندفرهنگی جهانی معرفی کرد. گروه ارتباطات بورل در سال ۱۹۷۱ تأسیس شد. مشتریان آن عبارتند از تویوتا، مک دونالد و کوکاکولا.
خریدهای مصرف‌کننده تحت تأثیر تأثیرات فرهنگی، اجتماعی، شخصی و روانی قرار دارند (کاتلر و همکاران، ۲۰۱۳). این عوامل را نمی‌توان کنترل کرد، اما می‌توان آنها را در حین ارائه یک آمیخته بازاریابی به حساب آورد (کاتلر و همکاران، ۲۰۱۴). فرهنگ اساس خواسته‌ها و رفتار یک فرد است. کودک با بزرگ شدن در جامعه، ارزش‌ها، ادراکات، خواسته‌ها و رفتارهای اساسی را از خانواده و سایر الگوهای خود می‌آموزد. بازاریابان تصمیم می‌گیرند که تا چه میزان برنامه‌های بازاریابی و محصول خود را با فرهنگ‌ها و نیازهای منحصربه‌فرد مصرف‌کنندگان در بازارهای مختلف تطبیق دهند.
ترویج باید در چارچوب تفاوت‌های اجتماعی و فرهنگی امروز باشد. شرکت‌ها می‌توانند با همان استراتژی تبلیغاتی مطابق با بازار داخلی سازگار شوند یا برای هر بازار محلی سازگار شوند. محصول، پذیرش ارتباط شامل اصلاح پیام به گونه ای است که با محیط‌های فرهنگی مختلف مطابقت داشته باشد (کاتلر و همکاران، ۲۰۱۳). انطباق محصول تغییر محصول برای برآوردن نیازها، شرایط یا خواسته‌های محلی یا ایجاد چیزی جدید برای بازار جعل مداخله محصول است (کاتلر و همکاران، ۲۰۱۳).

## دلایل تبلیغات چندفرهنگی
واژه «چندفرهنگی» شامل افرادی است که آداب و رسوم و باورهای متفاوتی دارند و مصرف‌کننده چندفرهنگی هر مصرف‌کننده ای است که دارای دو یا چند پیشینه یا وابستگی فرهنگی یا قومی باشد. در واقع، آنها هویت فرهنگی زمینه ای را نشان می‌دهند که به آنها امکان می‌دهد ویژگی‌های متفاوتی از سبک زندگی، فرهنگ و غیره را نشان دهند (دانشگاه وارتون پنسیلوانیا، n.d). بنابراین، بازاریابان باید تشخیص دهند که باید رویکرد خود را برای توضیح این هویت پویا و سیال توسعه دهند (پرز و فرانک، ۲۰۱۱). در حالی که استانداردهای کلی برای یک «تبلیغ خوب» در بین گروه‌ها مشابه است، مشتریان بین فرهنگی در واقع برای ایجاد تبلیغات جذاب تر برای آنها به شخصی مرتبط نیاز دارند.
در محیط‌های چندفرهنگی، ساختار کلی جامعه متنوع است و بر نیاز به رویکرد چندفرهنگی به استراتژی‌های بازاریابی تأثیر می‌گذارد (Rugimbana & Nwankwo، ۲۰۰۳). ضرب‌المثل «یک اندازه برای همه» دیگر کاربرد ندارد و باید استراتژی‌هایی برای برقراری ارتباط موفقیت‌آمیز با همه فرهنگ‌ها از طریق تکنیک‌های بازاریابی ایجاد شود. «فرهنگ» تأثیر زیادی بر استراتژی‌های بازاریابی دارد زیرا بر کانال‌های ارتباطی، رفتار مصرف‌کننده و استانداردها و هنجارهای تبلیغاتی تأثیر می‌گذارد. (De-mooij، 2014) [4] De-mooij همچنین اذعان می‌کند که مصرف‌کنندگان در سراسر جهان یکسان نیستند، و الگوهای فکری و تصمیمات خرید آنها بسته به ثروت کلی کشور و سایر عوامل اجتماعی-اقتصادی (۲۰۱۴) متفاوت است. ۴]
اتخاذ استراتژی‌های بازاریابی چندفرهنگی همچنین به کسب و کارها اجازه می‌دهد تا مزیت رقابتی منحصر به فردی به دست آورند. ثابت شده است که مصرف‌کنندگان بر اساس عوامل اجتماعی، شخصی، فرهنگی و فیزیولوژیکی تصمیم به خرید می‌گیرند. (کاتلر، برتون، دینز، براون و آرمسترانگ، ۲۰۱۳).[۵] هنگامی که این عوامل شناسایی شدند و بازاریاب بداند چه عواملی یک مصرف‌کننده چندفرهنگی را به خرید ترغیب می‌کند، می‌توان استراتژی‌هایی را برای جذب بازار از طریق نیازهای فیزیولوژیکی آنها اجرا کرد.

## ارزش بازاریابی چندفرهنگی
سه ارزش اصلی برای بازاریابی چند فرهنگی وجود دارد (رایو و آرتیدا، ۲۰۱۱). اول از همه نوآوری است از این نوع بازاریابی، بازاریاب و شرکت‌ها باید همیشه خلاق باشند تا راه حل جدیدی پیدا کنند، محصولات جدید و استراتژی‌های بازاریابی را توسعه دهند. دومین ارزش بازاریابی چندفرهنگی توسعه است – که افزایش فروش و بازار برای برند شرکت است. در نهایت، همکاری را می‌توان سومین ارزش بازاریابی بین فرهنگی در نظر گرفت که می‌تواند افراد را دور هم جمع کند و برند و شرکت را ارتقا دهد.

## مهارت‌های مورد نیاز
مهارت‌های زیر در زمینه بازاریابی چندفرهنگی مورد نیاز می‌باشد.
شناسایی الگوهایی که به خرده فرهنگ‌ها اجازه می‌دهد با هم گروه‌بندی شوند، به طوری که یک استراتژی بازاریابی مشترک ممکن است به چندین خرده فرهنگ در یک گروه تعمیم یابد (بازاریابی «فراتنگی»)
برای ایجاد یک استراتژی بازاریابی متمایز برای هر خرده فرهنگ، در صورتی که یک بعد فرهنگی کاملاً متمایز وجود داشته باشد که برای فرهنگ خاص مهم است (بازاریابی چند فرهنگی)
برای تقسیم بیشتر مخاطبان در یک خرده فرهنگ، در صورت نیاز، از نظر قرابت فرهنگی، هویت فرهنگی یا سطح فرهنگ پذیری (انطباق تاکتیکی در یک خرده فرهنگ)
توسعه پارامترهای محرک‌های بازاریابی قابل قبول از نظر فرهنگی؛ وایجاد پروتکلی برای اندازه‌گیری اثربخشی فرهنگی محرک‌ها. این فرایند به عنوان بازاریابی قومی نیز شناخته می‌شود

## منبع
مشارکت‌کنندگان ویکی‌پدیا. «بازاریابی چند فرهنگی». در دانشنامهٔ ویکی‌پدیای انگلیسی، بازبینی‌شده در ۴ اوت ۲۰۲۴.